# Puca Pucara
Puca Pucara su ruševine iz Inka perioda nedaleko grada Cusca u Peruu. Građevina koja je napravljena od ogromnih stijena služila je kao utvrda za obranu tadašnjeg glavnog grada Inka carstva.  Značenje Puca Pucara je crvena utvrda i dolazi iz Quechua jezika zbog njene crvene boje stijena u svanuće. Pored obrambene funkcije, fortifikacija je služila i kao administrativni centar. Danas Puca Pucara služi kao turistička atrakcija pri oblilasku Cusca i okoline.